# Kölgrävare
Kölgrävare (Dyschirius tristis) är en skalbaggsart som beskrevs av Stephens 1827. Kölgrävare ingår i släktet Dyschirius, och familjen jordlöpare. Arten är reproducerande i Sverige.